# Yorkshire Air Ambulance
Yorkshire Air Ambulance est un service d'urgence déployant des hélicoptères dans la région de Yorkshire et Humber en Angleterre. Il a été créé en octobre 2000 et exploite actuellement deux Airbus H145. Le Yorkshire Air Ambulance est un organisme caritatif indépendant qui repose uniquement sur les dons de particuliers et d’organisations. La base phare de l'ambulance aérienne est située au prieuré de Nostell et l'organisme possède des aires d'atterrissage dans plusieurs grands hôpitaux de la région, notamment l'infirmerie générale de Leeds, l'infirmerie royale de Hull et le James Cook University Hospital à Middlesbrough. En octobre 2007, une deuxième base a été ouverte à l'aéroport de Sheffield. L'aéroport a ensuite fermé à la fin du mois d’avril 2008, mais un héliport était toujours prévu pour l’utilisation de l’ambulance aérienne et de l’hélicoptère de la South Yorkshire Police (en). En novembre 2010, la base opérationnelle de l'appareil basé à Sheffield a été transférée à l'aéroport de Bagby, près de Thirsk.Le deuxième appareil a ensuite effectué un autre déménagement en mars 2012 à la RAF Topcliffe, qu’il partage avec le 645 Volunteer Gliding Squadron.
En 2012, la BBC a annoncé qu'un permis de construire avait été délivré pour une nouvelle base opérationnelle dans le domaine du prieuré de Nostell pour l'ambulance aérienne du Yorkshire. Le nouveau site, comprenant un hangar et des logements pour le personnel navigant, est devenu opérationnel en 2013. Il a remplacé l'installation de l'aéroport de Leeds Bradford,.

## Opérations

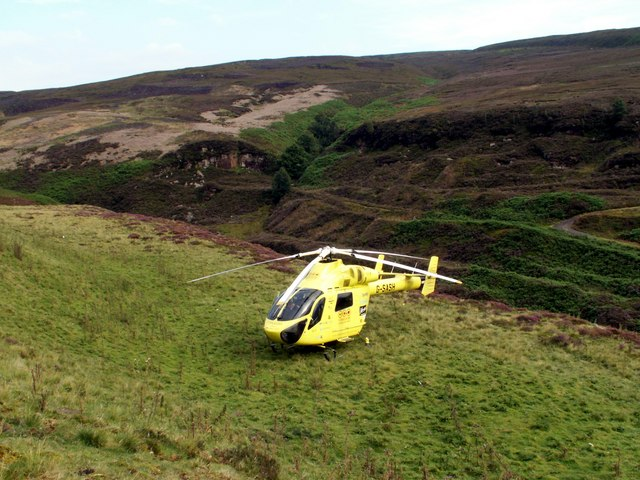
G-SASH dans le Derbyshire

Un hélicoptère (anciennement Helimed 99 immatriculé G-SASH) était basé dans un hangar de l’aéroport de Leeds Bradford (EGNM), ce qui a permis d’assurer l’entretien et la maintenance pendant la nuit et de réduire encore les temps de réponse dans de nombreuses régions du comté. Jusqu'en 2016, l'hélicoptère était situé au prieuré de Nostell, près de Wakefield, où il possédait un hangar récemment rénové, des logements pour les équipages et des bureaux sur le site. L'appareil a ensuite été remplacé par G-YAAC (Helimed 99), un tout nouvel Airbus H145 d'un montant de 6 millions de livres sterling.
Le deuxième hélicoptère YAA (anciennement Helimed 98, immatriculation G-CEMS) était initialement basé à l'aéroport de Sheffield mais a été transféré en mars 2012 à la RAF Topcliffe, près de Thirsk. Un porte-parole de l'organisme de bienfaisance a commenté:
"Ce que nous cherchons à faire, c'est de fournir la meilleure couverture possible pour l'ensemble du Yorkshire, pour les cinq millions d'habitants. Les habitants du Yorkshire sont mieux équipés avec un appareil à Thirsk et un à Leeds Bradford."
G-YOVA (Helimed 98) a remplacé G-CEMS en 2016 dans le cadre du programme de renouvellement de la flotte d'ambulances aériennes.

## Appareils

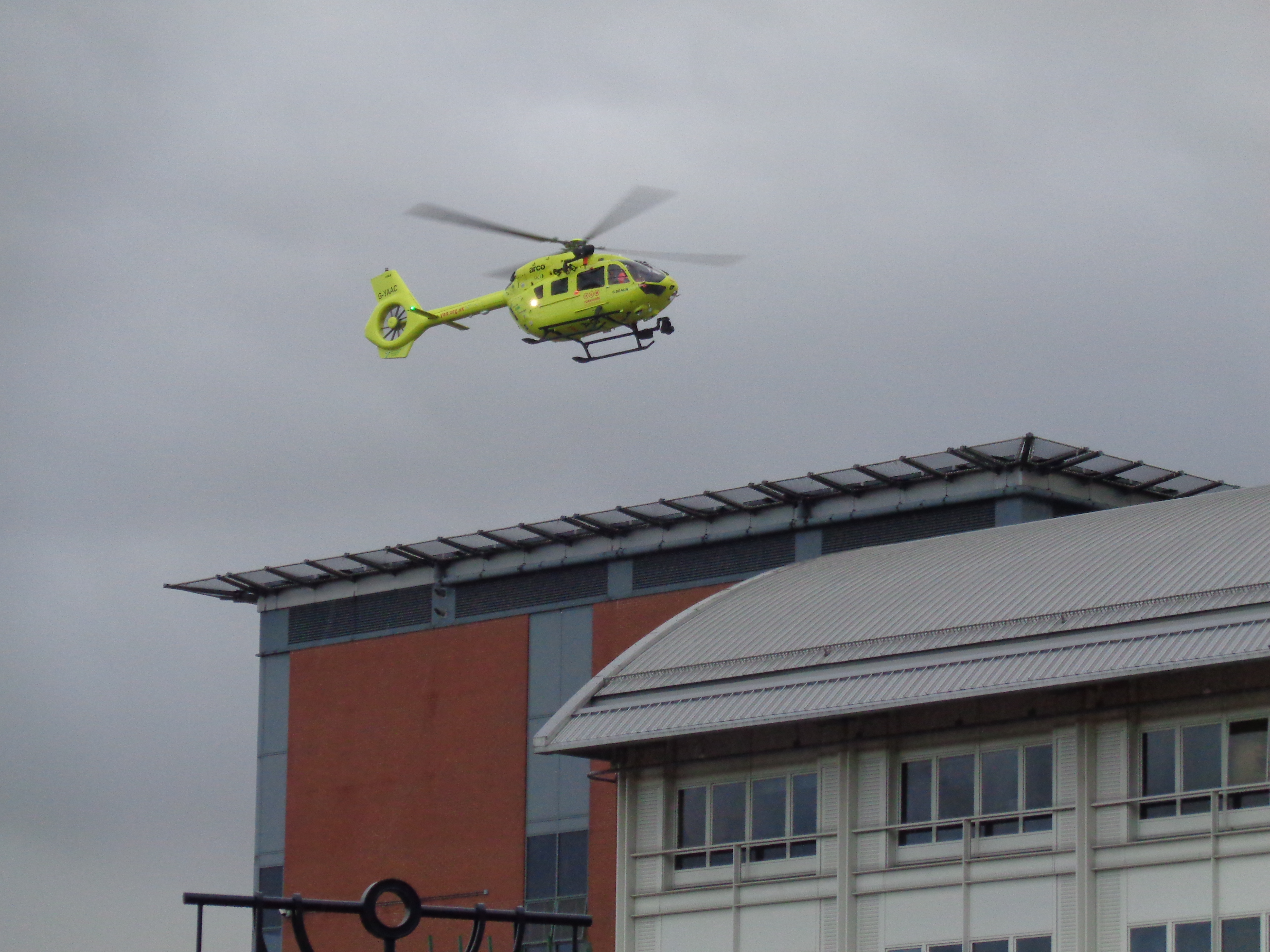
G-YAAC atterrissant à l'infirmerie générale de Leeds.

Le premier hélicoptère était un MBB Bo 105, mais en 2005, il fut remplacé par un MD 902 Explorer. L’Explorer a été largement utilisé comme ambulance aérienne dans l’ensemble du Royaume-Uni, mais il est progressivement mis hors service à des fins de renouvellement. Il dispose de cinq pales de rotor pour assurer un vol en douceur, ce qui peut s'avérer particulièrement bénéfique pour les patients souffrant de blessures à la tête ou à la colonne vertébrale. Les moteurs à double turbine lui donnent une vitesse de croisière de 248 km/h et le train d’atterrissage lui permet de s’adapter à tous les types de terrain. Ses dimensions compactes lui permettent d'atterrir dans des espaces confinés, tout en permettant de transporter un patient sur une civière. Il contient tout le matériel trouvé dans une ambulance de première ligne, ainsi que d'autres objets spéciaux.
Ils doivent atterrir dans une grande variété d’endroits: lors d’un appel notamment, le seul terrain suffisamment proche et suffisamment plat pour y atterrir était le sommet du Whernside (2 415 pieds).
En 2016, les deux hélicoptères existants ont été remplacés par deux tout nouveaux Airbus H145, enregistrés sous les noms G-YAAC (basé à Nostell Priory) et G-YOAA (basé à RAF Topcliffe). Les nouveaux hélicoptères H145 coûtent au total 12 millions de livres sterling et offrent des coûts de fonctionnement et de maintenance considérablement réduits, ainsi qu'une capacité de nuit permettant des heures de fonctionnement plus longues. Ils devraient servir le Yorkshire pendant les 20 à 25 prochaines années,.

## Coût et financement
Le Yorkshire Air Ambulance est un organisme de bienfaisance financé uniquement par des dons, car il ne reçoit aucune forme de financement officiel. Le personnel médical et paramédical est toutefois fournis par le Yorkshire Ambulance Service (en). La population résidente et les visiteurs du Yorkshire financent l’ambulance aérienne par des dons et diverses activités de collecte de fonds. Au milieu des années 2000, le Mumtaz Group (en) de Bradford a décidé de verser 2 000 £ par mois dans un avenir prévisible. Tous les dons reçus sont gérés par le bureau des dons du Yorkshire Air Ambulance.

### Crash en dragster de Richard Hammond en 2006
En septembre 2006, l'hélicoptère d'origine avait transporté le présentateur de Top Gear, Richard Hammond, à la suite de son accident à grande vitesse sur l'ancien aérodrome de la RAF Elvington, près de York. À la suite de cette opération, un appel de grande notoriété a été lancé. Le 16 octobre, sa contribution s'élevait à 185 770 £, bien que l'autorisation de paiement d'un don de 50 000 £ ait été "refusée".

### Aires d'atterrissages
- Castle Hill Hospital, Kingston upon Hull
- Leeds General Infirmary, Leeds
- Scarborough General Hospital, Scarborough
- James Cook University Hospital, Middlesbrough
- Hull Royal Infirmary, Kingston upon Hull
- Huddersfield Royal Infirmary, Huddersfield
- Northern General Hospital, Sheffield
- Pinderfields Hospital, Wakefield
- Sheffield Children's Hospital, Sheffield

### Parrainage
Le service était le sponsor de Huddersfield Town F.C. pour la saison 2009-10.